# Ernst Lotz
Pour les articles homonymes, voir Lotz.
Ernst Albert Lotz (né le 27 janvier 1887 à Vienne, mort le 24 septembre 1948 à Bingen am Rhein) est un pédagogue et homme politique allemand (CDU). 

## Biographie
Après son abitur Lotz fait des études de philologie jusqu'à son doctorat en 1910. Il rentre ensuite dans un séminaire d'enseignement, entre dans une carrière d'enseignant et en 1924 devient chef d'établissement à Legnica, Prüm et Wipperfürth. En 1933, il est licencié de la profession enseignante. 
Lotz s'installe à Bingen am Rhein après l'Anschluss et travaille dans le bureau d'aide sociale puis est employé dans la défense aérienne. Après la guerre, il devient le directeur du Stefan-George-Gymnasium à Bingen.

## Carrière politique
En 1945 Ernst Lotz s'inscrit au CDP qui deviendra la section de la CDU en Rhénanie-Palatinat. Il est élu au conseil municipal de Bingen en 1946. En 46/47, il est membre de l'assemblée consultative de Rhénanie-Palatinat et son président du 22 novembre au 2 décembre 1946. Du 2 décembre 1946 au 13 juin 1947, il est ministre de l’Éducation et de la Culture dans le cabinet du ministre-président Wilhelm Boden.

## Sources
- (de) Cet article est partiellement ou en totalité issu de l’article de Wikipédia en allemand intitulé « Ernst Lotz » (voir la liste des auteurs).